# Прикольний флот

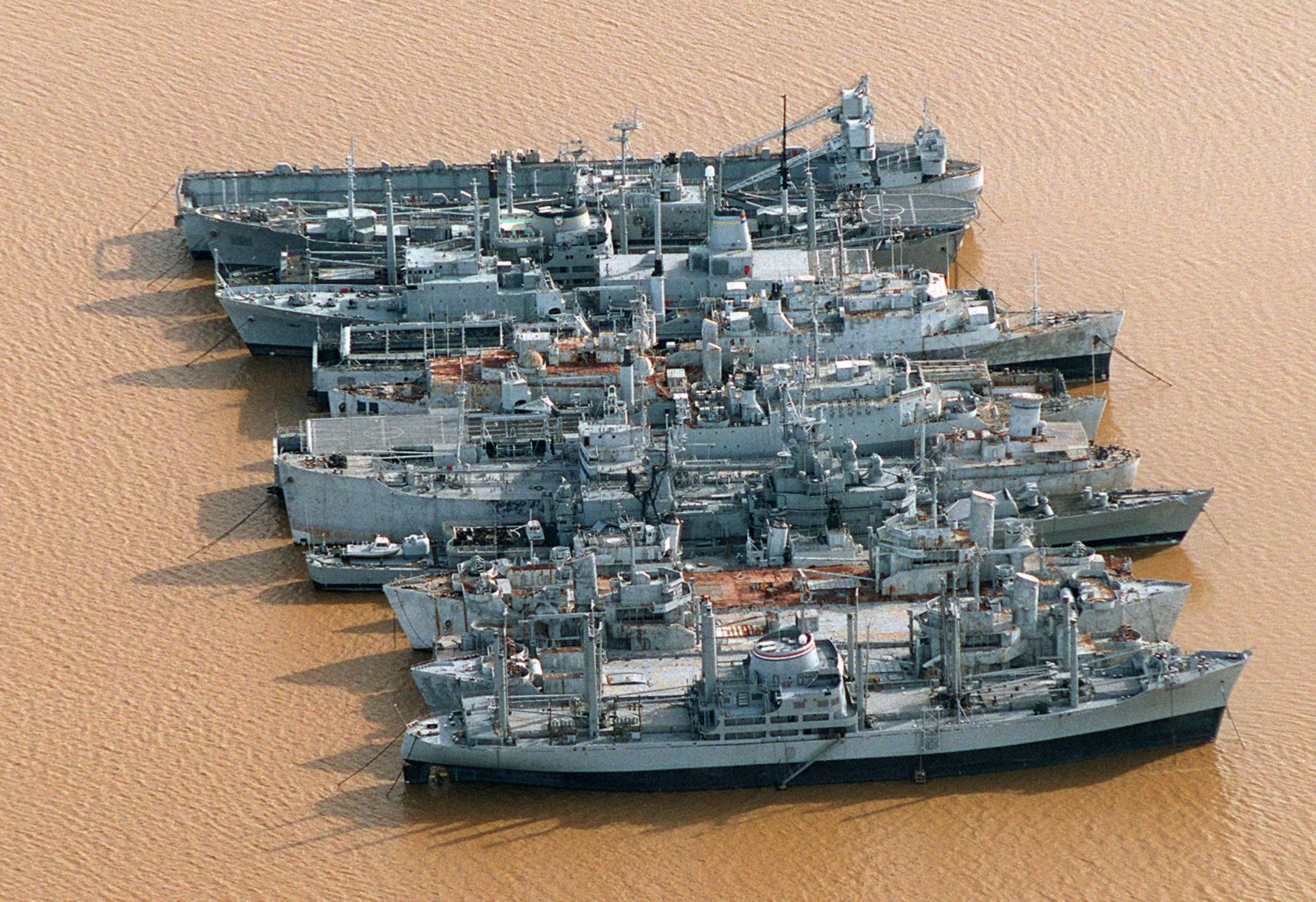
Військово-морські плавзасоби резерву американського ВМФ на приколі у річковій акваторії
(1996 рік)

Прикольний флот — сукупність плавзасобів, які не мають екіпажів, визначених до розміщення на прикіл у спеціально відведеній акваторії і про виведення яких з експлуатації було оголошено власниками.
Як правило, судна відправляють на прикіл через нерентабельність їх використання за прямим призначенням. Така практика широко використовується під час економічних криз міжнародного судноплавства, коли вантажні можливості транспортного флоту перевищують потреби у перевезеннях (з'являється надлишок тоннажу флоту ). Морська статистика включає до складу прикольного флоту всі справні плавзасоби, що простоюють без експлуатації більше двох місяців, навіть якщо ніхто не оголосив їх прикольними. Ті судна, які зазнали аварійних ушкоджень, у тому числі і під час стоянки на приколі, відносять до розряду відстійного флоту.
В кінці 1982 сумарний дедвейт прикольного флоту перевищив 80 млн тонн, причому 85% його становили танкери.